# Sobral Pinto
Heráclito Fontoura Sobral Pinto (Barbacena, 5 de novembro de 1893 — Rio de Janeiro, 30 de novembro de 1991) foi um jurista brasileiro. Foi ferrenho defensor dos direitos humanos, especialmente durante a ditadura do Estado Novo e a ditadura militar que foi instaurada após o golpe de 1964. Formou-se em Direito pela Faculdade Nacional de Direito (atual Universidade Federal do Rio de Janeiro).

## Carreira
Embora tenha iniciado sua carreira como advogado na área de Direito Privado, acabou por se notabilizar como brilhante criminalista defensor de perseguidos políticos. Apesar de católico fervoroso (ia à missa todas as manhãs), aceitou defender Luís Carlos Prestes, que fora preso após o levante comunista de 1935.
No caso do alemão Harry Berger, que também fora preso e severamente torturado  após o mesmo levante, Sobral Pinto exigiu ao governo a aplicação do artigo 14 da Lei de Proteção aos Animais ao prisioneiro, fato bastante inusitado.
Também granjeou renome quando defendeu o Hotel Copacabana Palace quando da sua inauguração. O hotel tinha sido planejado para ter sua inauguração em 1922, ocasião do Centenário da Independência do Brasil, mas isso se atrasou e ele foi inaugurado em 1924; nesse período houve a primeira tentativa de boicote por parte do Governo Brasileiro aos jogos de azar nas instituições dos cassinos; a família Guinle, proprietária do hotel, havia investido uma fortuna no cassino, e não poupou uma outra fortuna (5 mil contos de réis) para contratar Sobral Pinto, o qual apresentou a ilegitimidade da proibição, tendo os hoteleiros direito a ter um cassino no hotel. Tal foi o peso jurídico dessa defesa que a proibição foi demovida, e a licença aos cassinos, prorrogada.
No fim da carreira, recusou convite do presidente Juscelino Kubitschek para assumir um posto de ministro do Supremo Tribunal Federal, para que não supusessem que sua defesa da posse do presidente tinha sido movida por interesse pessoal. 
Durante a ditadura militar, ainda sob a vigência do AI-5, Sobral Pinto foi homenageado na Câmara da cidade de São Paulo pelo Instituto dos Advogados de São Paulo em outubro de 1976. Em seu discurso de agradecimento, ele disse sobre o golpe de 64:
| “ | Golpe militar. Não foi Revolução. Não havia naquele movimento nenhuma ideia superior; não havia naquele movimento nenhum propósito de realmente trabalhar para a cultura e o progresso do País. | ” |

Na fase da abertura política no início da década de 1980, participou das Diretas Já. Em 1984, causou sensação ao participar do histórico Comício da Candelária, e defender o restabelecimento das eleições diretas para a presidência da República, lendo o artigo primeiro da Constituição Federal do Brasil. Em homenagem à sua atuação pela democracia, João Nogueira e Paulo César Pinheiro compuseram a música "Vovô Sobral", lançada no álbum  "Pelas Terras do Pau-Brasil", de 1984. A música conta com linha de baixo de Luizão Maia. 
Foi também atuante nos trabalhos da Ordem dos Advogados, sendo conselheiro federal pela seccional da OAB/AM na gestão 1981/1983, e foi conselheiro do seu clube de coração, o America Football Club, do Rio de Janeiro.
Em 2013, foi lançado o documentário Sobral – O Homem que Não Tinha Preço que mostra a biografia do jurista na trajetória da defesa dos direitos humanos no Brasil dirigido por Paula Fiuza.